# Il male è nelle cose
Il male è nelle cose è un romanzo di Maurizio Cucchi, pubblicato da Arnoldo Mondadori Editore nel 2005.

## Edizioni
- Maurizio Cucchi, Il male è nelle cose, romanzo, Mondadori, Milano 2005

## Premi
- 2005 – Premio Mondello[1]
- 2005 – Premio Stresa di Narrativa[2]
- 2005 – Finalista premio Strega[3]